# 葛邦典
葛邦典（1520年—？），字叙卿，號育菴，直隸蘇州府常熟縣人，民籍，明朝政治人物。

## 生平
嘉靖三十四年（1555年）乙卯科應天府鄉試第五名舉人。嘉靖三十五年（1556年）聯捷丙辰科會試第二百一名，二甲第四十四名進士。工部观政，授工部主事。早期負責節慎库，三十九年调官刑部主事，四十年升兵部员外郎，四十三年復除兵部，升郎中，四十四年（1565年）出知汝宁府。隆慶元年（1567年）為御史所劾，弃官归里。喜藏書。家居二十年卒。

## 家族
曾祖葛嗣初；祖父葛荊；父葛覃，教諭。嫡母李氏；張氏。兄邦治、邦教、邦憲、弟葛邦弼。
子大谟、大訓、大雅。